# Четвёртая республика Венесуэла
Четвёртая Венесуэльская Республика — период в истории Венесуэлы с 1958 года и до провозглашения в 1999 году Боливарианской Республикой Венесуэла. В Венесуэле было десять лет военной диктатуры с 1948 по 1958 год. После государственного переворота 1948 года, триумвират военнослужащих контролировал правительство до 1952 года, когда были проведены выборы. Они были достаточно свободными, чтобы принести результаты, неприемлемые для правительства, что привело к их фальсификации в пользу одного из трех лидеров, Маркосу Пересу Хименесу, который и занял пост президента. Его правлению пришел конец в результате Январского восстания в 1958 году, в результате которого установилась демократия с переходным правительством под руководством адмирала Вольфганга Ларрасабала, а в декабре 1958 года были проведены выборы. Перед выборами три основные политические партии, Демократическое действие, КОПЕЙ и Демократический республиканский союз, за исключением Коммунистической партии Венесуэлы, подписали Пакт Пунто-Фихо.
Этот период характеризовался сменяемостью, установленной в пакте Пунто-Фихо; национализацией нефтяной промышленности в 1976 г. и созданием национальной нефтегазовой компании PDVSA ; и появлением новых социальных элит. На международном уровне Венесуэла стала одним из основателей Организации стран-экспортеров нефти (ОПЕК). 1980-е годы характеризовались расцветом искусства и культуры и художественным развитием нации, особенно в области телевидения. Новаторские СМИ, такие как RCTV, прославили Венесуэлу благодаря мыльным операм, таким как «Кассандра» .

## АдминистрацияБетанкура(1959—1964)
После Январского восстания 23 января 1958 года генерал Маркос Перес Хименес в изгнание, три основные политические партии Венесуэлы подписали пакт Пунто-Фихо. Последовавшие за этим выборы вернули к власти Ромуло Бетанкура, который был президентом с 1945 по 1948 год. Правительство Бетанкура приостановило предоставление грантов транснациональным нефтяным компаниям, создало венесуэльскую нефтяную корпорацию и помогло создать ОПЕК в 1960 году по инициативе министра экономики Хуана Пабло Переса Альфонсо. В 1961 году, была принята новая Конституция, которая официально разделила власть на исполнительную, законодательную и судебную; была проведена  земельная реформа. Во внешней политике Бетанкур продвигал международную доктрину, в которой Венесуэла признавала только правительства, избранные всенародным голосованием.
У нового порядка были противники. 24 июня 1960 года Бетанкур был ранен в результате покушения, организованного доминиканским диктатором Рафаэлем Леонидасом Трухильо. Примерно в то же время левые (Революционное левое движение и Вооруженные силы Национального освобождения), исключенные из Пакта Пунто-Фихо, начали восстание, которое поддержали Коммунистическая партия Кубы и её лидер Фидель Кастро.

## Леонии первая каденция Кальдеры (1964—1974)
В 1963 году Рауль Леони был избран преемником Бетанкура на пост президента. Правительство Леони стало известно благодаря общественной работе и культурному развитию, но столкнулось с непрекращающейся партизанской войной.
На следующих выборах победил Рафаэль Кальдера. Прежде чем он вступил в должность в 1969 году, в соседней Гайане вспыхнуло восстание Рупунуни. Пограничный спор был урегулирован Протоколом Порт-оф-Спейн в 1970 году. Кроме того, перемирие с партизанами позволило им реинтегрироваться в политическую жизнь.

## Первая каденцияКарлоса Андреса Переса(1974—1979)
Карлос Андрес Перес вступил в должность в 1974 году на фоне нефтяного кризиса, который начался за год до этого и привел к повышению мировой цены на нефть с $3 за баррель до почти $12 за баррель. Венесуэла национализировала свою металлургическую промышленность в 1975 году и нефтяную промышленность в 1976.

## Администрации Эрреры Кампинса и Лусинчи (1979—1989)
Луис Эррера Кампинс был избран президентом в 1979 году, когда страна имела большие долги и была связана требованиями Международного валютного фонда. В 1983 году венесуэльский боливар, был девальвирован в период так называемой Чёрной пятницы, что спровоцировало экономический кризис. Последующее правительство Хайме Лусинчи мало что сделало для противодействия кризису. Коррупция усилилась, и кризис «Caldas Corvettes» в 1987 году, спровоцированный спором о территориальной принадлежности Венесуэльского залива, был одним из самых напряженных моментов в отношениях между Венесуэлой и Колумбией.

## Второй срок Карлоса Андреса Переса (1989—1993)
Перес был снова избран в 1988 году и, стремясь преодолеть рецессию, принял экономические меры, которые вызвали крупные протесты, крупнейшей из которых был Каракасо в 1989 году. В том же году Венесуэла провела свои первые прямые выборы губернаторов и региональных мэров.
В феврале и ноябре 1992 года Уго Чавес возглавил две попытки государственного переворота, а в 1993 году Конгресс отстранил от власти Переса. Октавио Лепаж исполнял обязанности президента около двух недель, после чего историк и депутат Рамон Хосе Веласкес был назначен исполняющим обязаности.
Перес оказался менее щедрым на социальные программы, чем раньше. Несмотря на то, что он был избран после популистской, антинеолиберальной кампании, в ходе которой он описал МВФ как «нейтронную бомбу, которая убивала людей, но оставляла здания стоять», и сказал, что экономисты Всемирного банка были «работниками геноцида на попечении экономического тоталитаризма» он проявил себя как либерала и глобалиста. Его экономическим советником был Мойсес Наим, ныне влиятельный журналист в Соединенных Штатах и редактор журнала Foreign Policy, который сформировал экономическую политику президента, которая включала отмену контроля цен и приватизацию. Наим начал с отмены регулирования цен и повышение цены бензина на 10%. Повышение цен на бензин привело к 30-процентному увеличению стоимости проезда в общественном транспорте. В феврале 1989 года, едва вступив в свой второй президентский срок, Перес столкнулся с народным восстанием, во время которого он применил армию для подавления протестов, в результате чего погибло 276 человек.
Перес и Наим продолжили свои реформы, которые получили полную поддержку Международного валютного фонда, и экономика Венесуэлы начала восстанавливаться, но незначительно, и венесуэльцы, которые не очень заинтересованы в глобализации, были возмущены. Справедливо или ошибочно, но Перес, который после своего первого президентства был богатым человеком, был назван «Мистером Коррупцией».

## Попытки государственного переворота 1992 года
В MBR-200 офицеров начали черчения серьёзно и 4 февраля 1992 года они нанесли удар. Уго Чавес был подполковником, но в попытке переворота участвовали и другие генералы. План включал военнослужащих, подавляющих военные позиции и коммуникационные объекты, а затем установление власти Рафаэля Кальдеры после того, как Перес был схвачен и убит. Они почти загнали его в угол в президентском дворце, но ему удалось бежать в президентскую резиденцию, и оттуда верные войска загнали в угол Чавеса и арестовали его. В обмен на побуждение своих сообщников сложить оружие, Чавес, полностью одетый в форму и непокоренный, получил разрешение выступить по телевидению перед всей нацией в момент, который привлек внимание Венесуэлы и предоставил ему место на политической арене страны.
27 ноября 1992 года высокопоставленные офицеры попытались свергнуть Переса, но заговор был легко подавлен.

## Импичмент и переход
Падение Переса наступило, когда начался судебный процесс, чтобы заставить его раскрыть, как он использовал секретный, но законный президентский фонд, которому он решительно сопротивлялся. Против него выступили Верховный суд и Конгресс, и Перес был на некоторое время заключен в СИЗО, а затем был помещен под домашний арест. В 1993 году он передал пост президента Рамону Х. Веласкесу, политическому деятелю и историку Adeco, который был его президентским секретарем. Хотя никто не обвинял Веласкеса в коррупции, его сын был причастен к незаконному помилованию торговцев наркотиками, но ему не было предъявлено обвинение. Веласкес наблюдал за выборами 1993 года, которые были знакомыми и уникальными.

## Вторая администрация Кальдеры (1994—1999)
Рафаэль Кальдера, который шесть раз был кандидатом в президенты и один раз выигрывал, хотел попробовать ещё раз, но на этот раз COPEI сопротивлялся во главе с Эррерой Кампинсом, и Кальдера основал свое собственное совершенно новое политическое движение под названием Convergencia . COPEI выбрал посредственность из своих рядов. Адекос выбрал пардо Клаудио Фермин. Петков увидел тщетность повторной попытки и поддержал Кальдеру. Даже Веласкес включился в игру. Когда пришли результаты, Caldera победила и тем самым разрушила тезис о строгой биполярности. Воздержавшиеся достигли рекордных 40 %. Основная причина победы 86-летнего Кальдеры была по сути той же, что и для победы Переса в 1973 году: все знали его, и средний класс, вероятно, единственный в истории Венесуэлы решающий, думал, что он может сотворить чудо: ожидалось от Переса, то есть в некотором роде вернуть страну на правильный путь к «старым добрым временам».
Кальдера стал президентом во второй раз в 1994 году и ему пришлось столкнуться с венесуэльским банковским кризисом 1994 года . Он повторно ввел валютный контроль, который администрация Переса отменила в рамках общей финансовой либерализации (без эффективного регулирования, что способствовало банковскому кризису). Экономика пострадала от падения цен на нефть, что привело к падению государственных доходов. Сталелитейная корпорация « Сидор» была приватизирована, а экономика продолжала падать. Выполняя предвыборное обещание, Кальдера освободил Чавеса и помиловал всех военных и гражданских заговорщиков во время режима Переса. Экономический кризис продолжился, и к президентским выборам 1998 г.традиционные политические партии стали непопулярными; Первым кандидатом на пост президента в конце 1997 года была Ирен Саез. Чавес приобрел популярность среди финансовых потрясений и был избран президентом в 1998 году Его администрация способствовала новая конституции, которая была принята на референдуме в декабре 1999 года принятие новой конституции в 1999 году закончила Puntofijismo, учреждающий Боливарианская Республика Венесуэла.

## Территориальная организация
Конституция 1961 года разделила Венесуэлу на штаты, столичный округ, федеральные территории и федеральные земли . За прошедшие годы некоторым территориям был присвоен статус штатов, в том числе Дельта Амакуро в 1991 году и Амазонас в 1994 году. В каждом штате есть губернатор и законодательное собрание.

## Наука и техника
Значительный прогресс в области медицины произошел в период пакта Пунто-Фихо. Джацинто Конвит разработаны вакцины против проказы и лейшманиоза, и Бенасерраф был одним из лауреатов Нобелевской премии по физиологии и медицине в 1980 году за его иммунологическое исследование. В области технологий Умберто Фернандес Моран изобрел алмазный нож и внес свой вклад в развитие электронного микроскопа.